# پارک ملی بیکین
پارک ملی بیکین (به لاتین: Bikin National Park) یک منطقهٔ مسکونی در روسیه است که در سرزمین پریمورسکی واقع شده‌است.